# Albany Capitals
Los Albany Capitals fue un equipo de fútbol de los Estados Unidos que jugó en la American Professional Soccer League, la desaparecida primera división nacional.

## Historia
Fue fundado en el año 1988 en la ciudad de Albany, New York con el fin de ser parte de la entonces primera división de Estados Unidos tras la desaparición de la NASL dentro de la división norte sin lograr clasificar a los playoffs. 
Cuando la liga se fusiona con la Western Soccer League surge la American Professional Soccer League, de la que se convierte en uno de sus equipos fundadores, y la historia cambia ya que lograron clasificar a playoffs por primera vez jugando en la división narte, quedando eliminados en las semifinales.
En la siguiente temporada cambia de división y pasa a la División Americana, logrando nuevamente la clasificación a los playoffs y llega hasta la final perdiendo ante San Francisco Bay Blackhawks en penales, pero desaparece al finalizar la temporada debido al poco apoyo recibido en sus partidos de local y decidieron reformar al Albany Alleycats de nivel aficionado.

## Temporadas

### Posiciones Finales
| Año  | División | Liga | Temporada Regular | Playoffs        | US Open Cup  |
| ---- | -------- | ---- | ----------------- | --------------- | ------------ |
| 1988 | N/A      | ASL  | 5°, Northern      | No clasificó    | No participó |
| 1989 | N/A      | ASL  | 3°, Northern      | No clasificó    | No participó |
| 1990 | N/A      | APSL | 2°, ASL North     | ASL Semifinales | No participó |
| 1991 | N/A      | APSL | 2°, American      | Final           | No participó |

### Estadísticas
| Año  | G  | P  | GF | GC | PTS |
| ---- | -- | -- | -- | -- | --- |
| 1988 | 7  | 13 | 26 | 35 | 21  |
| 1989 | 11 | 9  | 29 | 19 | 36  |
| 1990 | 14 | 6  | 35 | 22 | 42  |
| 1991 | 10 | 11 | 27 | 29 | 92  |

## Jugadores

### Jugadores destacados
| - John Harkes - Brian Bliss - Pedro DeBrito | - Mike Windischmann - Richard Chinapoo - Chico Borja |

## Entrenadores
- Paul Mariner (1988-90)
- John Bramley (1990-91)